# Верона (Висконсин)
Верона (енгл. Verona) град је у америчкој савезној држави Висконсин.

## Демографија
По попису из 2010. године број становника је 10.619, што је 3.567 (50,6%) становника више него 2000. године.
| Група             | 2000.         | 2010.         |
| Белци             | 6.841 (97,0%) | 9.744 (91,8%) |
| Афроамериканци    | 44 (0,6%)     | 138 (1,3%)    |
| Азијати           | 47 (0,7%)     | 268 (2,5%)    |
| Хиспаноамериканци | 50 (0,7%)     | 258 (2,4%)    |
| Укупно            | 7.052         | 10.619        |